# Villeneuve-lès-Lavaur
 Villeneuve-lès-Lavaur  es una población y comuna francesa, ubicada en la región de Mediodía-Pirineos, departamento de Tarn, en el distrito de Castres y cantón de Lavaur.

## Demografía
| 188 | 162 | 135 | 134 | 153 | 144 |
| Para los censos de 1962 a 1999 la población legal corresponde a la población sin duplicidades (Fuente: INSEE [Consultar]) |     |     |     |     |     |